# شرک برای همیشه
شرک برای همیشه (به انگلیسی: Shrek Forever After) فیلمی پویانمایی فانتزی کمدی آمریکایی محصول سال ۲۰۱۰ است که بر اساس کتاب مصور کودکان در سال ۱۹۹۰ به نام شرک! نوشته ویلیام استیگ ساخته شده است. این فیلم توسط مایک میچل (در اولین فیلم پویانمایی کارگردانی خود) کارگردانی و توسط جاش کلاسنر و دارن لمک نوشته شده است. این دنباله شرک ۳ و چهارمین قسمت از فرنچایز شرک است. در این فیلم مایک مایرز، ادی مورفی، کامرون دیاز، آنتونیو باندراس، جولی اندروز و جان کلیز صداپیشگی خود را از فیلم‌های قبلی تکرار می‌کنند و والت دورن نیز به بازیگران می‌پیوندد.
شرک برای همیشه در ۲۱ آوریل ۲۰۱۰ در جشنواره فیلم ترایبکا به نمایش درآمد و در ۲۱ مه ۲۰۱۰ توسط پارامونت پیکچرز در سینماهای ایالات متحده اکران شد. این فیلم نقدهای متفاوتی از سوی منتقدان دریافت کرد و ۷۵۶ میلیون دلار در سرتاسر جهان فروخت و به پنجمین فیلم پرفروش سال ۲۰۱۰ تبدیل شد. علی‌رغم اکران کمتر از حد انتظار، این فیلم به عنوان پرفروش‌ترین فیلم در گیشه معرفی شد، جایگاهی که برای سه هفته متوالی در ایالات متحده و کانادا حفظ شد.
دنباله فیلم، شرک ۵، برای اکران در ۲۳ دسامبر ۲۰۲۶ تنظیم شده است. دو اسپین‌آف، گربه چکمه‌پوش (۲۰۱۱) و گربه چکمه‌پوش: آخرین آرزو (۲۰۲۲)، منتشر شده‌اند، در حالی که یک اسپین‌آف حول محور خر در حال توسعه است.

## داستان
در یک گذشته‌نما، پادشاه هارولد و ملکه لیلیان از آزاد شدن دخترشان، پرنسس فیونا، از طلسمش ناامید شده‌اند، پس از سال‌ها که او در قلعه اژدها گرفتار بوده است. با وجود قراردادی که با پری مهربان بسته بودند، به سراغ رامپل‌استیلتسکین می‌روند تا کمک بگیرند. او قراردادی جادویی دارد که به نظر می‌رسد طلسم را از بین می‌برد، به شرطی که پادشاهی خیلی خیلی دور را به او واگذار کنند. اما زمانی که هارولد در شرف امضای قرارداد است، یک پیام‌رسان خبر می‌دهد که فیونا توسط شرک نجات پیدا کرده است. از آن زمان، رامپل از شرک به دلیل خراب کردن نقشه‌اش کینه به دل گرفته است.
در زمان حال، شرک از زندگی خانوادگی و شهرت خسته شده است و آرزوی بازگشت به روزهایی را دارد که مورد ترس قرار می‌گرفت و حریم خصوصی داشت. در حالی که او در حال جشن گرفتن اولین سالگرد تولد فرزندانش در خیلی خیلی دور است، یک سری اتفاقات ناگوار باعث می‌شود شرک آنقدر عصبانی شود که با خشم از جشن خارج شود و سر فیونا فریاد بزند. رامپل که این انفجار خشم را دیده است، شرک را در جنگل دنبال می‌کند و صحنه‌ای ساختگی از ناراحتی خود به نمایش می‌گذارد تا شرک را به کمک کردن ترغیب کند. او شرک را به داخل کالسکه خود دعوت می‌کند و شرک از اینکه دیگر یک «غول واقعی» نیست، ابراز ناراحتی می‌کند. رامپل به او پیشنهادی می‌دهد که یک روز به عنوان یک «غول واقعی» زندگی کند، در ازای آن که یک روز از دوران کودکی‌اش را بدهد. شرک قرارداد را امضا می‌کند و به واقعیتی دیگر منتقل می‌شود.
اکنون که شرک دوباره مورد ترس روستاییان قرار گرفته است، کمی شیطنت می‌کند تا زمانی که متوجه می‌شود فیونا یک فراری است و باتلاقش خالی و ویران شده است. شرک توسط جادوگران دستگیر و به نزد رامپل که اکنون پادشاه خیلی خیلی دور است، برده می‌شود. رامپل به شرک فاش می‌کند که او را فریب داده تا روز تولدش را بدهد، به این معنا که شرک در این خط زمانی هرگز وجود نداشته است. در نتیجه، هارولد و لیلیان قرارداد را با رامپل امضا کرده‌اند که باعث ناپدید شدنشان شده است. وقتی این روز به پایان برسد، شرک نیز از وجود محو خواهد شد.
شرک از قلعه رامپل فرار می‌کند و به همراه خر، که در ابتدا از او وحشت دارد اما پس از دیدن گریه شرک بر سر گذشته پاک شده‌اش، با او دوست می‌شود. خر به شرک کمک می‌کند تا یک بند پنهانی در قرارداد پیدا کند؛ قرارداد با «بوسه عشق حقیقی» می‌تواند باطل شود. آنها به زودی با فیونایی که همچنان طلسم شده است و در حال رهبری یک ارتش از غول‌ها در مبارزه علیه رامپل است، روبه‌رو می‌شوند و همچنین با گربه چکمه‌پوش که اکنون تنبل و چاق شده و به عنوان حیوان خانگی فیونا نگهداری می‌شود. شرک تلاش می‌کند تا فیونا را متقاعد کند، اما ناموفق است؛ زیرا فیونا دیگر امیدش را به یافتن عشق حقیقی از دست داده و مشغول آماده‌سازی برای کمین علیه رامپل است. گربه شرک را تشویق می‌کند که به تلاشش برای به دست آوردن دل فیونا ادامه دهد.
در جریان کمین، اکثر غول‌ها توسط نی‌نواز سحرآمیز که رامپل او را استخدام کرده بود، دستگیر می‌شوند، اما شرک و فیونا همراه با گربه و خر فرار می‌کنند. شرک اصرار می‌کند که فیونا او را ببوسد و به او اطمینان می‌دهد که این کار همه چیز را درست می‌کند. فیونا با بی‌میلی این کار را انجام می‌دهد، اما هیچ اتفاقی نمی‌افتد. بعداً، رامپل به‌طور عمومی اعلام می‌کند که به هر کسی که شرک را تحویل دهد، یک آرزو می‌دهد. پس از شنیدن این موضوع، شرک خودش را تسلیم می‌کند. رامپل مجبور می‌شود آرزوی شرک را برآورده کند، و شرک از این آرزو برای آزاد کردن دیگر غول‌ها استفاده می‌کند. وقتی شرک زندانی می‌شود، رامپل فاش می‌کند که فیونا نیز دستگیر شده و آزاد نشده است، زیرا او «کاملاً غول» نیست. خر، گربه و غول‌های آزاد شده به قلعه حمله می‌کنند؛ آنها رامپل را دستگیر کرده و ارتش جادوگران او را شکست می‌دهند، در حالی که شرک و فیونا اژدها را از پای درمی‌آورند.
با طلوع خورشید، شرک شروع به محو شدن از وجود می‌کند، اما فیونا که عاشق او شده است، پیش از ناپدید شدنش او را می‌بوسد. با دیدن اینکه او در زیر نور خورشید همچنان یک غول باقی مانده است، فیونا متوجه می‌شود که طلسم او شکسته شده و او «شکل واقعی عشق» را به خود گرفته است. واقعیت جایگزین از هم می‌پاشد و همه ناپدید می‌شوند. شرک خود را به خط زمانی اصلی بازمی‌گرداند، درست در لحظه‌ای که قرار بود در جشن تولد عصبانی شود. این بار، به جای عصبانیت، شرک خانواده و دوستانش را با قدردانی جدیدی در آغوش می‌گیرد. بعداً، شرک در باتلاق خود جشن بزرگی با حضور دوستان، خانواده و دیگر غول‌ها برگزار می‌کند، در حالی که رامپل زندانی نیز در آن حضور دارد.

## صداپیشگان
- مایک مایرز در نقش شرک
- ادی مورفی در نقش خر
- کامرون دیاز در نقش پرنسس فیونا
- آنتونیو باندراس در نقش گربه چکمه پوش
- والت دورن در نقش رامپل‌استیلتسکین
- جان هم در نقش بروگان غول
- جین لینچ در نقش گرچد غول
- کریگ رابینسون در نقش کوکی غول
- لیک بل در نقش جادوگر گشتی، جادوگر واگن شماره ۲
- کتی گریفین در نقش جادوگر رقصنده، جادوگر واگن شماره ۱
- مری کی پلیس در نقش گارد جادوگر شماره ۱
- کریستین شال در نقش جادوگر کدو تنبل، جادوگر قصر
- جولی اندروز در نقش ملکه لیلیان
- جان کلیز در نقش پادشاه هارولد
- کنراد ورنن در نقش مرد کلوچه زنجفیلی
- آرون وارنر در نقش گرگ
- کریستوفر نایتز در نقش موش‌های کور
- کودی کامرن در نقش‌های پینوکیو و سه خوک
- دانته جیمز هاوزر در نقش فرگوس
- کریس میلر در نقش آینه جادویی، ژپتو
- مریدیت ویرا در نقش برومزی ویچ
- جرمی استیگ در نقش نی‌نواز سحرآمیز
- لری کینگ در نقش دوریس خواهر ناتنی زشت
- ریجیس فیلبین در نقش میبل خواهر ناتنی زشت
- مایک میچل در نقش گارد جادوگر شماره ۲، باتر پنتس
- رایان سیکرست در نقش پدر باتر پنتس

## تولید
پس از موفقیت شرک ۲، در مه ۲۰۰۴، مدیرعامل دریم‌ورکس انیمیشن، جفری کاتزنبرگ، ساخت فیلم‌های سوم و چهارم شرک و همچنین برنامه‌ریزی برای یک فیلم پنجم و نهایی را اعلام کرد. در اکتبر ۲۰۰۶، دریم‌ورکس اعلام کرد که فیلم چهارم در سال ۲۰۱۰ اکران خواهد شد. در مه ۲۰۰۷، گزارش شد که کاتزنبرگ اعلام کرده فیلم چهارم شرک یک پیش‌درآمد خواهد بود که بر داستان منشأ شرک تمرکز دارد و وعده داد که فیلم توضیح خواهد داد چگونه شرک به باتلاقی که در فیلم اول دیده شد، رسیده است. نشنال جئوگرافیک کیدز ادعا کرد که یک صحنه حذف‌شده از شرک ۳، که در آن یک درخت سخنگو به آرتور پندراگون توضیح می‌دهد که او وارث بعدی تاج‌وتخت سرزمین خیلی خیلی دور است، می‌تواند در فیلم چهارم استفاده شود. یکی از پیش‌نویس‌های اولیه داستان شامل یک صحنه گذشته‌نما در دوران نوجوانی شرک بود.
در اکتبر ۲۰۰۷، کاتزنبرگ عنوانی برای فیلم چهارم اعلام کرد، شرک به جلو می‌رود، و توضیح داد که شرک به جهان می‌رود، به جلو!»
در مه ۲۰۰۹، دریم‌ورکس انیمیشن عنوان فیلم را به شرک برای همیشه تغییر داد.
در نوامبر ۲۰۰۹، بیل دماشکه، رئیس بخش تولیدات خلاقانه دریم‌ورکس انیمیشن، تأیید کرد که «همه آنچه در فیلم اول شرک دوست داشتنی بود، در فیلم پایانی بازگردانده شده است.» این فیلم شامل ادای احترام‌های بسیاری به فیلم اصلی شرک بود، مانند صحنه‌ای که شرک از روستاییان می‌خواهد فرار کنند یا صحنه‌ای که پرنسس فیونا با آوازش یک پرنده را منفجر می‌کند. همچنین، ارجاعاتی به فیلم دوم داشت، مانند اولین رویارویی گربه چکمه‌پوش با شرک. تیم تولید قصد داشت با شرک برای همیشه همه فیلم‌های دیگر شرک را خلاصه کرده و این فیلم را به عنوان آخرین قسمت از مجموعه به پایان برسانند.
تیم سالیوان در مارس ۲۰۰۵ برای نوشتن فیلم‌نامه استخدام شد، اما بعدها توسط دارن لمک و جاش کلاسنر جایگزین شد. کلاسنر در مورد تکامل فیلم‌نامه گفت: «وقتی من اولین بار به این پروژه پیوستم، قرار نبود این قسمت آخرین فصل باشد—در اصل قرار بود پنج فیلم شرک ساخته شود. سپس، حدود یک سال پس از شروع توسعه، جفری کاتزنبرگ تصمیم گرفت داستانی که ما تهیه کرده بودیم، راه درستی برای پایان سفر شرک است، که این موضوع بسیار مفتخرکننده بود.» در مه ۲۰۰۷، کمی پیش از اکران فیلم سوم، اعلام شد که مایک میچل به عنوان کارگردان قسمت جدید به تیم پیوسته است. میچل احساس تأثیر چه زندگی شگفت‌انگیزی را در روند داستان فیلم داشت، اما تلاش کرد تا بیشتر به داستان‌گویی ادای احترام کند تا آن را به صورت نقیضه به تصویر بکشد، و ایده تغییر شرک و تبدیل شدن او به یک غول متفاوت از ابتدای فیلم اول را پذیرفت.
بیشتر قسمت‌های فیلم در نیویورک نوشته و ضبط شد.

## موسیقی
مانند دیگر فیلم‌های شرک، موسیقی متن اصلی فیلم توسط آهنگساز بریتانیایی هری گرگسون-ویلیامز ساخته شده است.

## انتشار

### تئاتر
شرک برای همیشه در ۲۱ آوریل ۲۰۱۰ در جشنواره فیلم ترایبکا به نمایش درآمد. این فیلم در ۲۰ مه ۲۰۱۰ در روسیه به صورت عمومی اکران شد و اکران آن در آمریکا یک روز بعد، در ۲۱ مه آغاز شد. در ژوئیه ۲۰۱۴، حقوق توزیع این فیلم توسط دریم‌ورکس انیمیشن از پارامونت پیکچرز خریداری شد و به فاکس قرن بیستم منتقل شد. سپس، در سال ۲۰۱۸ حقوق توزیع به یونیورسال پیکچرز بازگشت.

### کالا
در سال ۲۰۱۰، مک‌دونالد مجموعه‌ای از لیوان‌های نوشیدنی را عرضه کرد که شخصیت‌های نقاشی‌شده شرک برای همیشه روی آنها طراحی شده بود. این طراحی‌های نقاشی‌شده حاوی فلز سمی کادمیم بودند که نگرانی‌هایی را درباره‌ اثرات طولانی‌مدت قرار گرفتن در معرض کادمیم از طریق این لیوان‌ها ایجاد کرد. به همین دلیل، مک‌دونالد فراخوانی برای جمع‌آوری ۱۲ میلیون لیوان صادر کرد و به مشتریان مبلغی برای بازگرداندن آنها پرداخت.

### رسانه خانگی
شرک برای همیشه (با عنوان تبلیغاتی شرک برای همیشه: فصل پایانی) در ۷ دسامبر ۲۰۱۰ بر روی دی‌وی‌دی، بلوری سه‌بعدی و بلوری منتشر شد و از فروش دی‌وی‌دی و بلوری مبلغ ۷۶٫۵ میلیون دلار کسب کرد. این فیلم همچنین در مجموعه‌ای با عنوان شرک: داستان کامل گنجانده شد که در همان روز منتشر شد و شامل هر چهار فیلم شرک و محتوای اضافی بود. در ادامه، این فیلم در ۱۱ ژوئن ۲۰۲۴ به صورت نسخه ۴کی عرضه شد. همزمان، مجموعه‌ای شامل هر چهار فیلم شرک به صورت ۴کی توسط سرگرمی خانگی یونیورسال پیکچرز منتشر شد.

## بازی ویدئویی
شرک برای همیشه یک بازی ویدئویی اکشن-ماجراجویی بر اساس فیلمی به همین نام است. این بازی توسط اکتیویژن در ۱۸ مه ۲۰۱۰ منتشر شد.

## دنباله
در سال ۲۰۱۴، در مصاحبه‌ای با شبکه فاکس بیزنس، مدیرعامل دریم‌ورکس، جفری کاتزنبرگ اشاره کرد که ممکن است فیلم‌های بیشتری از مجموعه شرک ساخته شود. او گفت: «اما فکر می‌کنم می‌توانید مطمئن باشید که فصل دیگری در مجموعه شرک خواهیم داشت. ما کارمان تمام نشده است و مهم‌تر از همه، شرک نیز کارش تمام نشده است.» پس از خریداری دریم‌ورکس انیمیشن توسط ان‌بی‌سی یونیورسال در سال ۲۰۱۶، رئیس و مدیرعامل این شرکت، استیو برک، برنامه‌هایی را برای احیای این مجموعه مطرح کرد. در ژوئیه ۲۰۱۶، هالیوود ریپورتر گزارش داد که منابعی اعلام کرده‌اند یک فیلم پنجم برای اکران در سال ۲۰۱۹ برنامه‌ریزی شده است. تا اواخر سال ۲۰۱۶، گزارش‌هایی منتشر شد که فیلم‌نامه این فیلم تکمیل شده است.
در آوریل ۲۰۲۳، چهار ماه پس از انتشار دنباله اسپین‌آف گربه چکمه‌پوش: آخرین آرزو، تهیه‌کننده اجرایی کریس ملداندری تأیید کرد که یک فیلم پنجم در دست برنامه‌ریزی است و مذاکرات با بازیگران اصلی برای بازگشت آغاز شده است. در ژوئن ۲۰۲۴، ادی مورفی اعلام کرد که ضبط صدای خود را برای این فیلم آغاز کرده است. این فیلم قرار است در ۲۳ دسامبر ۲۰۲۶ اکران شود، پس از اینکه قبلاً تاریخ ۱ ژوئیه همان سال برای اکران آن تعیین شده بود. همچنین، یک اسپین‌آف متمرکز بر خر نیز در دست توسعه است.